# Celmisia tomentella
Celmisia tomentella là một loài thực vật có hoa trong họ Cúc. Loài này được M.Gray & Given mô tả khoa học đầu tiên năm 1999.